# 의가형제
《의가형제》(醫家兄弟)는 1997년 1월 13일부터 1997년 3월 4일에 방송되었던 MBC 월화 드라마로 온화한 성격의 형과 냉철한 남동생의 대조적인 형제를 통해 의료 현장의 실태가 그려진 의료 드라마다.
한편 이 프로그램은 일본 드라마 프로그램 표절 의혹을 빚기도 했다. 최고 시청률 34.7%, 전체 평균 시청률 31.3%로 역대 의학 드라마 중 평균 시청률 2위를 기록하였다.

## 출연진

### 주요 인물
- 장동건 : 김수형 역 - 강릉병원 흉부외과 과장
- 손창민 : 김준기 역 - 강릉병원 흉부외과 과장 후임 병원장
- 이영애 : 차민주 역 - 강릉병원 순환기내과 전문의, 김수형의 연인
- 신주리 : 윤레지나 역 - 김준기의 연인

### 강릉병원

#### 흉부외과
- 구보석 : 임연준 역 - 펠로우
- 이지형 : 최건영 역 - 전공의 2년차
- 김정학 : 우상현 역 - 전공의 1년차

#### 순환기내과
- 김기현 : 정시홍 역 - 과장 겸 후임 진료부장
- 이성용 : 의국장 역 - 차민주를 짝사랑함.
- 김명현 : 이창동 역 - 전공의 2년차

#### 기타 과
- 정　욱 : 김광림 역 – 강릉병원 원장, 김준기의 조부
- 남성훈 : 이문호 역 - 신경외과 과장 겸 진료부장, 김준기 부친 김상우의 의대 동기
- 최　란 : 오숙현 역 - 소아과 과장
- 이계인 : 양재만 역 - 마취과 과장. 오숙현을 짝사랑함.
- 전인택 : 강준섭 역 - 치과 과장
- 김주영 : 황태석 역 - 방사선과 과장
- 임현식 : 한성구 역 – 관리부장, 김준기의 외숙부
- 이재포 : 여선태 역 - 원무과 직원
- 강상구 : 오인환 역 - 임상병리과 기사
- 최범호 : 방은철 역 - 임상병리과 혈액은행 기사

#### 인턴 및 간호사
- 이민영 : 인턴 서윤경 역 - 김준기 원장을 짝사랑함.
- 안재환 : 인턴 역
- 김정은 : 간호사 역 - 중환자실 / 순환기내과 외래
- 강성연 : 수술실 간호사 역
- 조현숙 : 중환자실 간호사 역
- 정은수 : 응급실 간호사 역
- 유경아 : 흉부외과 외래 간호사 한의정역 - 주인공 형과 ㅡ ㅂ적절한 사랑을 함

### 강릉성당
- 박영지 : 신부 역
- 김을동 : 수녀 역

### 그 외 인물
- 김동현
- 김형자 : 김준기와 김영기의 어머니 역
- 김지영 : 김영기 역 - 김준기의 동생
- 정호근 : 이영섭 역 - 강릉지청 검사, 김준기의 고등학교 동기
- 길용우 : 김상우 역 - 외과 전문의, 김준기의 아버지
- 노영국 : 김수형의 아버지 역
- 김병기
- 이도련
- 이정길
- 이광세
- 최정훈 : 방형수 역 - 강릉병원 임상병리과 혈액은행 방은철 기사 부친 (전 원무과장)
- 홍성민 : 여명그룹 장 회장 역
- 김호영 : 윤중석 역 - 로컬 순환기내과 전문의 역
- 김동주 : 동성병원 호홉기내과 전문의 역 - 김준기, 김수형, 차민주의 의대 선배
- 고주희
- 김세아
- 구혜진
- 유서진

## 참고 사항
- 원래 제목은 《영원히 너에게》였으나 ‘너무 유치하다’는 이유로 《형제》로 가는 듯 했지만 ‘너무 단순하다’는 비판이 쏟아지자 제작진은 당시 유행하던 홍콩식 제목 짓기에 따라 《의가형제》로 결정하였다.
- 외국에서 유학을 하고 수술을 주도하는 전문의로 최소한 30대 후반인 김수형 역을 당시 25세인 장동건을 캐스팅되었으나 반대가 심해서인지 나이가 조금이라도 들어보이게 하기 위해 올백 머리에 안경을 쓰고 나왔다.[3]
- 이영애의 캐스팅에 있어 신호균 PD는 헬기까지 등장한 CF를 보고 괜찮다는 생각이 들어 당시 드라마국 부장이었던 이병훈 PD에게 상의했는데 그리 반응이 좋지 않았지만 결국 두 사람이 함께 이영애를 만나본 후 캐스팅을 결정지었다.[3]
- 신주리는 커피 CF를 보고 캐스팅했지만 청순한 이미지와 달리 목소리가 좋지 않아 대사를 거의 없애고 상대역인 손창민에게 대사를 전부 시켰다.[3]
- 당초 장동건이 맡은 김수형은 최수종이 맡으려고 했고 당시 이름은 김의찬이었고 또 김수형 역할을 맡은 장동건은 손창민이 맡은 김준기 역할이었다.[3]